# Henri II de Mecklembourg
Pour les articles homonymes, voir Henri et Henri II.
Henri II dit le Lion (en allemand : Heinrich II. der Löwe), né après le 14 avril 1266 et décédé le 21 janvier 1329 à Sternberg, est un prince de la maison de Mecklembourg, fils de Henri Ier de Mecklembourg. Il fut co-régent de Mecklembourg à partir de 1287 puis seul prince de Mecklembourg de 1302 jusqu'à sa mort.

## Famille
Henri II est le fils de Henri Ier de Mecklembourg et de son épouse Anastasia (1245-1317), fille de Barnim Ier, duc de Poméranie. En 1271, son père entreprit un pèlerinage vers la Terre sainte ; toutefois, il fut pris prisonnier et envoyé au Caire où il passa 27 ans en captivité. Ses frères cadets Nicolas III et Jean II de Mecklembourg exerçaient alors la régence, Henri II lui-même est arrivé au pouvoir en 1283. Ce n'est qu'en 1298 que Henri Ier put rentrer au Mecklembourg. 
Après la mort de Henri de Werle, en 1291, il engagea une guerre de succession contre son cousin Nicolas II de Werle, mais sans résultat. Il a nettement plus de succès en épousant Béatrice (morte en 1314), fille du margrave Albert III de Brandebourg, le 12 août 1292 : sa femme porta en dote la seigneurie de Stargard que le margrave, sans héritier mâle, vendait à son gendre. 
En 1299, il a conclu un pacte avec Albert III de Brandebourg et Nicolas II de Werle pour conquérir la seigneurie de Rostock ; en échange, Nicolas de Rostock se met sous le patronage du roi Éric VI de Danemark. L'armée de Henri II a été défaite et le roi danois lui-même a pris le pouvoir à Rostock. En 1304, Henri a apporté une aide militaire au roi Venceslas II de Bohême en conflit avec Albert Ier de Habsbourg, roi des Romains, et cela lui a valu le nom de Henri le Lion.
À partir de 1308, le prince a combattu les villes de Stralsund, Wismar et Rostock. À la suite de la mort de son épouse Béatrice en 1314, un conflit pour son patrimoine à Stargard s'engagea avec les margraves Othon IV et Hermann Ier de Brandebourg. Après plusieurs années des hostilités armées, Henri a assuré la succession de Stargard pour la maison de Mecklembourg par un accord de paix conclu avec le margrave Valdemar le 25 novembre 1317 à Templin. 
Deux ans plus tard seulement, il se trouve une fois de plus en guerre, alors allié au comte Gérard III de Holstein contre les Dithmarses. Heureusement sorti indemne, il a conclu une alliance contre le roi Christophe II de Danemark avec la duchesse suédoise Ingeborg Hakonsdatter, scellée par le mariage de son fils Albert avec Euphémie, fille d'Ingeborg, en 1321. Finalement, il fit la paix avec le roi danois et la seigneurie de Rostock lui fut rendue en 1323.
Après la mort de Valdemar de Brandebourg, en 1319, il a occupé les régions de Prignitz et de l'Uckermark ; il est cependant tenu de les retourner au nouveau margrave Louis Ier. Une autre expédition militaire pour s'attribuer le patrimoine du prince Wislaw III de Rügen, mort le 8 novembre 1325 est également restée sans succès. 

### Mariage et descendance
En 1292, Henri II de Mecklembourg épousa Béatrice de Brandebourg héritière de Stargard († 1314) et fille d'Albert III de Brandebourg.
Un enfant est né de cette union :
- Mathilde de Mecklembourg (1293-1358), en 1310 elle épousa le duc Othon III de Brunswick-Lunebourg.

Veuf, Henri II de Mecklembourg épousa en 1317 Anne de Saxe († 1327), (fille du duc Albert II de Saxe et d'Agnès de Habsbourg (de))
Sept enfants sont nés de cette union :
- Anastasia de Mecklembourg (1317)
- Albert II de Mecklembourg, duc de Mecklembourg-Schwerin
- Agnès de Mecklembourg (1320-1341), en 1338 elle épousa le prince Nicolas III de Mecklembourg-Werle-Güstrow († 1361)
- Jean Ier de Mecklembourg-Stargard (1321-1392) de 1377 à 1392, en 1346 il épousa Rixa († 1346), dont il eut un enfant. Veuf, il épousa en 1346, Anne de Hosltein († 1356), (cinq enfants)
- Béatrice de Mecklembourg (1324-1399), abbesse de Ribnitz
- Lukardis de Mecklembourg (1326-?), elle épousa le duc Ladislas de Bytom († 1352)

De nouveau veuf, Henri II de Mecklembourg épousa en 1328 Anne de Lindau († 1402), (fille du comte Ulrich de Lindau).

## Généalogie
Henri II de Mecklembourg appartient à la première branche de la Maison de Mecklembourg.